# Араукана (порода кур)
Араукана (англ. Araucana) — декоративно-яичная порода кур.

## Окрасы
- Дикий
- Золотогривый
- Чёрно-красный
- Дикий голубой
- Голубой золотогривый
- Голубо-пшеничный
- Серебристогривый
- Чёрный
- Голубой
- Голубой с окантовкой
- Ястребиный

## История
Достаточно древняя порода кур родом из Южной Америки. Названа в честь одноимённого племени индейцев. Одно из первых упоминаний о курах, несущих голубые яйца, относится к 1526 году.
К концу XIX века арауканы были завезены на европейский континент моряками.

## Особенности породы
Куры имеют спокойный нрав. Пучки перьев на голове растут из ушных раковин в разные стороны. Существуют вариации с перьевыми пучками и бородой, без перьевых пучков с бородой и бакенбардами. Полное отсутствие хвоста у породы немецкой селекции (отсутствует копчик), у пород американской и английской селекции хвост присутствует.
Главная особенность птиц этой породы — они несут голубые или зеленоватые яйца, и это доминантный признак. Окраска оперения чёрная, чёрно-красная, пшеничная, белая, золотистая. Эта порода имеет 4 пальца. В 1975 году в США выведена карликовая форма арауканов, а в 1984 она была включена в стандарт.

### Продуктивность
Живая масса петуха около 2 кг, курицы 1,4—1,6 кг. Яйценоскость 180 яиц в год с зеленовато-голубой скорлупой, масса яйца 50 г. Куры склонны к насиживанию.